# Canadá nos Jogos Olímpicos de Inverno de 1980
O Canadá mandou 59 competidores que disputaram oito modalidades nos Jogos Olímpicos de Inverno de 1980, em Lake Placid, nos Estados Unidos. A delegação conquistou 2 medalhas no total, sendo uma de prata e uma de bronze.